# Зенит (спортивная школа)
СШОР «Зенит» — спортивная школа олимпийского резерва в Санкт-Петербурге, Россия.
Была открыта в 1976 году как школа при команде мастеров «Зенит» Ленинград при профкоме ЛОМО. До ноября 2017 года именовалась ГОУ ДОД СДЮСШОР по футболу «Зенит». В 1994 году была открыта при Комитете по физической культуре и спорту Санкт-Петербурга.
Одна из двух сильнейших футбольных школ Санкт-Петербурга наравне с Академией ФК «Зенит» (ранее — школа «Смена»), одна из сильнейших школ в России.
СШОР «Зенит» ежегодно входит в тройку сильнейших футбольных школ России. В 1998 году все три команды, принимавшие участие в чемпионате, первенстве и Кубке России, заняли первые места (1981, 1983, 1984 годов рождения). Победителями первенства России становились команды 1987 г. р. (2004), 1988 г. р. (2005), 1990 г. р. (2006), 2003 г. р. (2019). С 1994 года — 14-кратный победитель первенства Санкт-Петербурга в общекомандном зачёте.
Среди воспитанников школы — Сергей Веденеев, Николай Воробьев, Дмитрий Баранник, Денис Угаров, Дмитрий Давыдов, Алексей Ионов, Александр Панов, Александр Кержаков, Михаил Кержаков, Дмитрий Сенников, Максим Канунников, Евгений Башкиров, Сергей Петров, Рамиль Шейдаев, Иван Обляков, Андрей Васильев.
Директор школы с 1988 года — Евгений Наумович Шейнин. Школа базируется в ДСИ «Зенит».
Тренер-преподаватель молодёжной команды СШОР «Зенит» с мая 2012 года — Борис Рапопорт.
Команда юношей СШОР «Зенит» командой «Светогорец» выиграла чемпионат Ленинградской области в 1999 году.
В 2003—2005 годах команда СДЮШОР выступала в северо-западной зоне первенства ЛФЛ/КФК и кубке МРО «Северо-Запад». Результаты в первенстве:
- 2003 — 5 место из 8-ми.
- 2004 — 2 место из 10-и.
- 2005 — 5 место из 8-и.

В кубке во всех трёх розыгрышах играла на предварительном этапе, не пробиваясь в полуфинал.
Выпускники школ «Смена» и «Зенит» выступали за команду «Смена-Зенит», которая в 2009 году играла во Втором дивизионе.
С сезона 2018/19 воспитанники СШОР «Зенит» стали составлять основу состава клуба первенства ПФЛ «Ленинградец». СШОР «Зенит» также представлена в первенстве среди академий профессиональных футбольных клубов России — Юношеской футбольной лиге. Также команда СДЮСШОР/СШОР «Зенит» периодически участвует в различных любительских региональных и межрегиональных турнирах: так, в 2016 году она заняла 2-е место на зимнем турнире МРО «Северо-Запад» на призы Полпреда Президента в Северо-Западном федеральном округе, в 2017 году выиграла этот турнир, в 2018 году стала обладателем кубка Санкт-Петербурга, в 2019 году играла в матче за Суперкубок Санкт-Петербурга и стала финалистом розыгрыша кубка города сезона-2019, в 2018 и 2020 годах побеждала в Весеннем турнире МРО «Северо-Запад» среди молодёжных команд (U-21). Молодёжные и юношеские команды СШОР «Зенит» ежегодно участвуют в чемпионате Санкт-Петербурга и кубке города среди команд соответствующих возрастов.